# Фурманный переулок (сквот)
«Фурманный переулок» — московский художественный сквот (творческие мастерские), существовавший с 1987 по 1991 год в доме № 18 в Фурманном переулке.

## История
Всё началось в 1985  со знаменитого сквота «Детский сад», который располагался в Хохловском переулке. После его закрытия компания художников и музыкантов переехала в Фурманный переулок.
«Фурманный переулок» начался с Игоря Новикова и Фарида Богдалова.

## Обитатели сквота
- АЕС+Ф
- Юрий Альберт
- Фарид Богдалов
- Вадим Захаров
- Константин Звездочётов
- Лариса Звездочётова
- Михаил Миндлин
- «Мухомор»
- Игорь Новиков
- Константин «Винни» Реунов
- Марина Скугарева
- Олег Тистол
- Леонид Тишков
- Андрей Филиппов
- «Чемпионы мира»

## Цитаты
- «Фурманный переулок! Здесь в расселённом доме в 1987 году появились первые захваченные под мастерские квартиры. Пустые квартиры заполнялись всё новыми и новыми людьми, переоборудывались в мастерские. Приезжали художники из других городов, зная, что в Фурманном они найдут не только крышу над головой, но и массу единомышленников. Здесь  распродавались ещё не высохшие картины, здесь летели шальные деньги и здесь было брошено зерно, впоследствии взошедшее в Трёхпрудном и на Петровском бульваре. Правда, к тому моменту, когда сквот разогнали, большинство художников либо обзавелось жильём здесь, либо уехало жить за границу»[4] — Марина Звидрина, 2008.

- Фурманный переулок — это словосочетание стало адресом «неофициального» русского искусства конца восьмидесятых — эпитет «неофициальное» я выбрал осознанно и после долгих колебаний, как единственно возможное определение для разношёрстной компании художников, обитавших на Фурманном. Эпоха расцвета Фурманного совпала с «русским бумом»: в воздухе пахло шальными деньгами, заграничным путешествиями и головокружительными карьерами, это было время непрерывного праздника, когда картины выхватывали из-под кисти, не дожидаясь, пока высохнет краска. «Невыносимая лёгкость бытия» — это могло быть сказано и про «фурманные времена» — Макс Фрай.

## Фурманный в кино
- 1988 — «Чёрный квадрат» (56 мин) — док. фильм, реж. Иосиф Пастернак, сценарий Ольги Свибловой. Сквоту в доме 18 по Фурманному переулку посвящён отрезок с 45:06 до 46:29[5].
- 2010 — «Дом на Фурманном» (53 мин) — док. фильм, реж. Андрей Сильвестров[6].